# Campeonato da Espanha de Ciclismo de Montanha
Os campeonatos da Espanha de bicicleta todo o terreno são competições anuais que permitem atribuir os títulos de campeões da Espanha de BTT.

## Palmarés masculino

### Cross-country
Elites
| Ano  | Ouro                   | Prata                  | Bronze                    |
| ---- | ---------------------- | ---------------------- | ------------------------- |
| 1989 | Francisco Sala         | Mikel Amondarain       | E. Villanueva             |
| 1990 | José María Yurrebaso   | A. Zabaleta            | Jon Egiarte               |
| 1991 | Francisco Sala         | Ignacio Rodríguez      | Vicente Martínez          |
| 1992 | Manuel Martínez Costa  | Vicente Martínez       | Tomás Ortega              |
| 1993 | Nicolás Ruiz           | Andoni Olaberria       | Axier Albizua             |
| 1994 | Andoni Olaberria       | Nicolás Ruiz           | Albert Balcells           |
| 1995 | José Rolando Obando    | José Márquez           | Manuel Martínez Costa     |
| 1996 | José Márquez           | Jokin Mujika           | Roberto Lezaun            |
| 1997 | Roberto Lezaun         | Juan Carlos Garro      | Igor Fernández            |
| 1998 | Roberto Lezaun         | Fernando Ocaña         | Miquel Campasol           |
| 1999 | José Márquez           | Roberto Lezaun         | Guillermo de Portugal     |
| 2000 | José Márquez           | Roberto Lezaun         | Guillermo de Portugal     |
| 2001 | José Antonio Hermida   | Martí Gispert          | Francisco Javier Notário  |
| 2002 | José Antonio Hermida   | José Márquez           | Alejandro Díaz de la Peña |
| 2003 | José Márquez           | Israel Núñez           | Martí Gispert             |
| 2004 | José Antonio Hermida   | Juan Pedro Trujillo    | Iván Álvarez              |
| 2005 | Carlos Coloma          | Alejandro Díaz da Peña | José Manuel García        |
| 2006 | Alejandro Díaz da Peña | Carlos Coloma          | Israel Núñez              |
| 2007 | José Antonio Hermida   | Carlos Coloma          | Iñaki Lejarreta           |
| 2008 | Rubén Ruzafa           | Sergio Mantecón        | Carlos Coloma             |
| 2009 | José Antonio Hermida   | Rubén Ruzafa           | Iván Alvarez              |
| 2010 | Sergio Mantecón        | Carlos Coloma          | Rubén Ruzafa              |
| 2011 | José Antonio Hermida   | Iñaki Lejarreta        | Carlos Coloma             |
| 2012 | Sergio Mantecón        | Carlos Coloma          | Iñaki Lejarreta           |
| 2013 | José Antonio Hermida   | Iván Álvarez           | Sergio Mantecón           |
| 2014 | José Antonio Hermida   | Carlos Coloma          | Iván Álvarez              |
| 2015 | David Valero           | José Antonio Hermida   | Carlos Coloma             |
| 2016 | Carlos Coloma          | David Valero           | Pablo Rodríguez           |
| 2017 | David Valero           | Pablo Rodríguez        | Carlos Coloma             |
| 2018 | David Valero           | Sergio Mantecón        | Carlos Coloma             |

Esperanças
| Ano  | Ouro                 | Prata                  | Bronze              |
| ---- | -------------------- | ---------------------- | ------------------- |
| 1996 | Ricardo Santamaría   | Juan Pedro Trujillo    | Juan M. Gómez       |
| 1997 | Ricardo Santamaría   | Antonio Ortiz          | Juan Pedro Trujillo |
| 1998 | José Antonio Hermida | Jordi Risse            | Antonio Ortiz       |
| 1999 | José Antonio Hermida | Antonio Ortiz          | Martí Gispert       |
| 2000 | José Antonio Hermida | Carlos Coloma          | Martí Gispert       |
| 2001 | Carlos Coloma        | José Ignacio Arévalo   | Iván Álvarez        |
| 2002 | Carlos Coloma        | Iñaki Lejarreta        | Iván Álvarez        |
| 2003 | Iván Álvarez         | Rubén Ruzafa           | Ismael Esteban      |
| 2004 | Rubén Ruzafa         | Iñaki Lejarreta        | David Couto         |
| 2005 | Rubén Ruzafa         | Iñaki Lejarreta        | Jacobo González     |
| 2006 | Rubén Ruzafa         | Sergio Mantecón        | Jordi Vila          |
| 2007 | David Lozano         | Sergio Polido          | Isidoro Pérez       |
| 2008 | Joan Marc Perarnau   | José Puigpinós         | Hugo Rus            |
| 2009 | David Lozano         | Umbert Almenara        | Diego Latasa        |
| 2010 | David Lozano         | José María Sánchez     | Umbert Almenara     |
| 2011 | Cristofer Bosque     | José María Sánchez     | Diego Latasa        |
| 2012 | Pablo Rodríguez      | Cristofer Bosque       | Umbert Almenara     |
| 2013 | Pablo Rodríguez      | José María Sánchez     | Adrià Noguera       |
| 2014 | Pablo Rodríguez      | Victor M. Fernández    | Mario Sinués        |
| 2015 | Pablo Rodríguez      | Robert Bou             | Miguel Sanzol       |
| 2016 | José Durán           | Kevin Suárez Fernández | Felipe Orts         |
| 2017 | José Durán           | Álvaro Carral          | Jorge Gómez         |

### Cross country eliminator
| Ano  | Ouro               | Prata          | Bronze        |
| ---- | ------------------ | -------------- | ------------- |
| 2016 | Gerard Álvarez     | Marti Noguera  | Adria Noguera |
| 2017 | Alberto Mingorance | Gerard Álvarez | Adria Noguera |

### Maratona
| Ano  | Ouro                   | Prata                  | Bronze                 |
| ---- | ---------------------- | ---------------------- | ---------------------- |
| 2004 | Israel Núñez           | Antonio Ortiz          | Juan M. García         |
| 2005 | Alejandro Díaz da Peña | Israel Núñez           | Marc Trayter           |
| 2006 | Rubén Ruzafa           | Alejandro Díaz da Peña | Unai Yus               |
| 2007 | Israel Núñez           | Sergio Mantecón        | Marc Trayter           |
| 2008 | Sergio Mantecón        | Marc Trayter           | Alejandro Díaz da Peña |
| 2009 | Francisco Mancebo      | Marc Trayter           | Adolfo García          |
| 2010 | Francisco Mancebo      | Alejandro Díaz da Peña | Juan Pedro Trujillo    |
| 2011 | Sergio Mantecón        | Juan Pedro Trujillo    | Alejandro Díaz da Peña |
| 2012 | Sergio Mantecón        | Jesús del Nero         | Ismael Ventura         |
| 2013 | Juan Pedro Trujillo    | Pedro Romero           | Ramon Sagués           |
| 2014 | Francisco Mancebo      | Sergio Mantecón        | Ismael Ventura         |
| 2015 | José Márquez           | Francesco Guerra       | Pedro Romero           |
| 2016 | Francisco Mancebo      | Pedro Romero           | Roberto Bou            |
| 2017 | Ismael Ventura         | Miguel Muñoz           | Roberto Bou            |
| 2018 | Pedro Romero           | Roberto Bou            | Francesco Guerra       |

### Descida
| Ano  | Ouro              | Prata          | Bronze           |
| ---- | ----------------- | -------------- | ---------------- |
| 2009 | Bernat Guardia    | Ivan Oulego    | Antonio Ferreiro |
| 2010 | Bernat Guardia    | Jorge Aguin    | Pasqual Canals   |
| 2011 | Bernat Guardia    | Ivan Oulego    | Edgar Carballo   |
| 2013 | Antonio Ferreiro  | Gabriel Yeray  | Daniel Olarra    |
| 2014 | Antonio Ferreiro  | Bernat Guárdia | Edgar Carballo   |
| 2015 | Antonio Ferreiro  | Bernat Guárdia | Edgar Carballo   |
| 2016 | Ángel Suárez      | Ferrán Jorba   | Álex Marín       |
| 2017 | Iraitz Etxebarria | Álex Marín     | Edgar Carballo   |
| 2018 | Ángel Suárez      | Edgar Carballo | Álex Marin       |

## Palmarés feminino

### Cross-country
| Ano  | Ouro                    | Prata                | Bronze                  |
| ---- | ----------------------- | -------------------- | ----------------------- |
| 1991 | Marga Cuesta            | Fina Soler           | Raquel Aberasturi       |
| 1992 | Marga Cuesta            |                      |                         |
| 1993 | Rosa Tena               | Ana Burgos           | Silvia Rovira Planeaste |
| 1994 | Silvia Rovira Planas    | Margari Aierza       | Fina Soler              |
| 1995 | Silvia Rovira Planas    | Laura Blanco         | Margari Aierza          |
| 1996 | Laura Blanco            | Silvia Rovira Planas | Margarita Fullana       |
| 1997 | Margarita Fullana       | Silvia Rovira Planas | Ruth Moll               |
| 1998 | Margarita Fullana       | Silvia Rovira Planas | Janet Puiggròs          |
| 1999 | Margarita Fullana       | Silvia Rovira Planas | Ruth Moll               |
| 2000 | Silvia Rovira Planeaste | Janet Puiggròs       | Jaione Sasieta          |
| 2001 | Margarita Fullana       | Silvia Rovira Planas | Janet Puiggròs          |
| 2002 | Margarita Fullana       | Janet Puiggròs       | Silvia Rovira Planeaste |
| 2003 | Margarita Fullana       | Janet Puiggròs       | Silvia Rovira Planeaste |
| 2004 | Margarita Fullana       | Cristina Mascarreras | Nekane Lasa             |
| 2005 | Margarita Fullana       | Nekane Lasa          | Cristina Mascarreras    |
| 2006 | Margarita Fullana       | Ruth Moll            | Cristina Mascarreras    |
| 2007 | Rocío Gamonal           | Anna Villar          | Cristina Mascarreras    |
| 2008 | Margarita Fullana       | Rocío Gamonal        | Sandra Santanyes        |
| 2009 | Margarita Fullana       | Rocío Gamonal        | Sandra Santanyes        |
| 2010 | Anna Villar             | Rocío Martín         | Sandra Santanyes        |
| 2011 | Rocío Gamonal           | Anna Villar          | Sandra Santanyes        |
| 2012 | Anna Villar             | Luzia Vázquez        | Sandra Santanyes        |
| 2013 | Margarita Fullana       | Sandra Santanyes     | Anna Villar             |
| 2014 | Asperjo Martín          | Anna Villar          | Sandra Santanyes        |
| 2015 | Asperjo Martín          | Anna Villar          | Luzia Vázquez           |
| 2016 | Rocío Gamonal           | María Diaz           | Sandra Santanyes        |
| 2017 | Rocío Gamonal           | Asperjo Martín       | Mercedes Pacios         |
| 2018 | Claudia Galiza          | Elena Lloret         | Mercedes Pacios         |

### Cross country eliminator
| Ano  | Ouro            | Prata        | Bronze         |
| ---- | --------------- | ------------ | -------------- |
| 2016 | Magdalena Duran | Amparo Chapa | Cecilia Sopena |
| 2017 | Sara Gay        | Sandra Jordá | Amparo Chapa   |

### Maratona
| Ano  | Ouro                 | Prata             | Bronze                  |
| ---- | -------------------- | ----------------- | ----------------------- |
| 2004 | Sandra Santanyes     | Rosa Tena         | Carmen Gonzalez-Simarro |
| 2005 | Sandra Santanyes     | Ana Belém García  | Fátima Blázquez         |
| 2006 | Cristina Mascarreras | Sandra Santanyes  | Mercè Tusell            |
| 2007 | Sandra Santanyes     | Mercè Tusell      | Olatz Odriozola         |
| 2008 | Anna Villar          | Sandra Santanyes  | Cristina Mascarreras    |
| 2009 | Anna Villar          | Sandra Santanyes  | Natalia Benítez         |
| 2010 | Sandra Santanyes     | Anna Villar       | Mercè Pacios            |
| 2011 | Sandra Santanyes     | Rocío Martín      | Mercè Petit             |
| 2012 | Anna Villar          | Mercè Pacios      | María Díaz              |
| 2013 | Rocío Martín         | Sandra Santanyes  | Margarita Fullana       |
| 2014 | Susana Alonso        | Margarita Fullana | Sandra Santanyes        |
| 2015 | Sandra Santanyes     | Rocío Martín      | Claudia Galiza          |
| 2016 | María Díaz           | Sandra Santanyes  | Susana Alonso           |
| 2017 | Natalia Fischer      | Susana Alonso     | Rocío Martín            |
| 2018 | Natalia Fischer      | Susana Alonso     | Sandra Santanyes        |

### Descida
| Ano  | Ouro               | Prata            | Bronze             |
| ---- | ------------------ | ---------------- | ------------------ |
| 2009 | Víctoria Hernández | Mireia Boscà     | Covadonga González |
| 2010 | Víctoria Hernández | Ainhoa Fontan    | Carmen Martinez    |
| 2011 | Víctoria Hernández | Eva Castro       | Mireia Bosca       |
| 2013 | Víctoria Hernández | Mireia Boscà     | Covadonga González |
| 2014 | Branca Barthe      | Mireia Boscà     | Carmen Martinez    |
| 2015 | Carmen Martinez    | Blanca Barthe    | Mireia Boscà       |
| 2016 | Carmen Martinez    | Blanca Barthe    | Telma Torregrosa   |
| 2017 | Branca Barthe      | Telma Torregrosa | Eva Castro         |
| 2018 | Telma Torregrosa   | Paloma Vargas    | Zoe Samora         |